# Daniel Mojsov
Daniel Mojsov (Macedonisch: Даниел Мојсов) (Kavadarci, 25 december 1987) is een Macedonisch voetballer die bij voorkeur speelt als centrale verdediger. Hij staat onder contract bij Lierse. Mojsov werd in de winter van 2015 binnengehaald door Lierse.
Zijn debuutmatch voor Lierse was op 18 januari op de 22ste speeldag van de Jupiler Pro League. Hij startte meteen in de basis. In de regulaire competitie maakte hij één doelpunt.

## Spelerscarrière
| Seizoen | Club            | Land    | Klasse        | Wedst | Doelp. |
| ------- | --------------- | ------- | ------------- | ----- | ------ |
| 2014/15 | K. Lierse SK    | België  | Eerste Klasse | 16    | 1      |
| 2015/16 | Adana Demirspor | Turkije | 1.LIG         | 11    | 3      |
| 2015/16 | AEK Larnaca     | Cyprus  | Division A    | 9     | 0      |
| 2016/17 | AEK Larnaca     | Cyprus  | Division A    | 13    | 1      |
|         |                 |         | Totaal        | 49    | 5      |